# Stanotte sarai mia
Stanotte sarai mia (Du gehörst mir) è un film del 1959 diretto da Wilm ten Haaf.

## Trama
Monika è la proprietaria di una scuderia di cavalli. Reincontra dopo molti anni il vecchio compagno di università, Alexander; tra i due nasce una storia. Ma l'uomo, nel frattempo diventato un disonesto allibratore, si servirà di lei per truccare delle corse. Dieter, il marito di Monika, ha un acceso diverbio con lui e lo tramortisce di pugni. Il socio di Alessandro, non visto, ne approfitta per rapinarlo e ucciderlo, procurando a Dieter l'accusa di omicidio.

## Censura
La versione distribuita in Italia presenta il taglio di tre scene. Vennero eliminate:
- La sequenza in cui appaiono, in un momento di intimità nella scuderia, la cameriera del ristorante e il garzone di scuderia.
- La scena in cui appare la ragazza che attraversa il corridoio in pagliaccetto calze e giarrettiere.
- Notevolmente ridotta la scena del bacio tra Monika e Schwerin.

Dette scene vennero ritenute offensive del pudore e della morale. Inoltre venne vietata la visione ai minori di 16 anni.